# Senoculus silvaticus
Senoculus silvaticus is een spinnensoort uit de familie Senoculidae. De soort komt voor in Panama.